# His Only Father
His Only Father er en amerikansk stumfilm fra 1919 af Hal Roach.

## Medvirkende
- Harold Lloyd
- Bebe Daniels
- Snub Pollard
- Sammy Brooks
- Lige Conley